# State of Deception
State of Deception è il quinto album in studio del gruppo musicale norvegese Conception, pubblicato nel 2020.

## Tracce
1. in: Deception – 1:46 (T.Østby/Roy Khan)
2. Of Raven and Pigs – 4:45 (T.Østby/Roy Khan/Heimdal)
3. Waywardly Broken – 4:38 (T.Østby/Roy Khan)
4. No Rewind – 3:11 (T.Østby/Roy Khan)
5. The Mansion (feat. Elize Ryd) – 4:35 (T.Østby/Roy Khan)
6. By the Blues – 3:59 (T.Østby/Roy Khan)
7. Anybody Out There – 5:25 (T.Østby/Roy Khan)
8. She Dragoon – 4:56 (T.Østby/Roy Khan/Heimdal)
9. Feather Moves (Remastered) – 6:04 (T.Østby/Roy Khan)

## Formazione
Gruppo
- Roy Khan – voce
- Tore Østby – chitarra, tastiera, basso (traccia 9)
- Ingar Amlien – basso (tracce 1-8)
- Arve Heimdal – batteria

Ospiti
- Elize Ryd – voce (5)
- Lars Andre Kvistum – tastiera, piano (3, 5)
- Lars Christian Narum – organo, mellotron (2, 6-8)
- Aurora Amalie Heimdal – voce (8), cori (3, 6, 7)